# Friendswood
Friendswood és una població dels Estats Units a l'estat de Texas. Segons el cens del 2000 tenia 29.037 habitants.

## Demografia
Segons el cens del 2000, Friendswood tenia 29.037 habitants, 10.107 habitatges, i 8.085 famílies. La densitat de població era de 533,4 habitants/km².
Dels 10.107 habitatges en un 43,7% hi vivien nens de menys de 18 anys, en un 68,5% hi vivien parelles casades, en un 8,7% dones solteres, i en un 20% no eren unitats familiars. En el 17% dels habitatges hi vivien persones soles el 6,3% de les quals corresponia a persones de 65 anys o més que vivien soles. El nombre mitjà de persones vivint en cada habitatge era de 2,85 i el nombre mitjà de persones que vivien en cada família era de 3,23.
Per edats la població es repartia de la següent manera: un 30% tenia menys de 18 anys, un 6,2% entre 18 i 24, un 29,4% entre 25 i 44, un 25,7% de 45 a 60 i un 8,6% 65 anys o més.
L'edat mediana era de 37 anys. Per cada 100 dones de 18 o més anys hi havia 90,4 homes.
La renda mediana per habitatge era de 69.384$ i la renda mediana per família de 77.293$. Els homes tenien una renda mediana de 60.304$ mentre que les dones 35.447$. La renda per capita de la població era de 28.615$. Aproximadament el 2,3% de les famílies i el 3,3% de la població estaven per davall del llindar de pobresa.

## Història
Friendswood, situat a la cantonada nord-oest del comtat de Galveston, té la distinció de ser l'única ciutat permanent de Texas que va començar com una colònia quàquera. Va ser establert el 1895 per un grup de quàquers liderat per T. Hadley Lewis i Frank J. Brown. Buscaven una “terra promesa” per iniciar una colònia de gent que pertanyia a la confessió religiosa anomenada Amics o quàquers.
Des de la seva fundació, la vida a Friendswood va girar al voltant de l'església i l'escola. Després que la petita església i l'edifici de l'escola fos enderrocat a la tempesta de 1900, les dues dotzenes de famílies que vivien a Friendswood van aixecar una gran estructura de dos pisos per a la seva església i escola. L'edifici, anomenat The Academy, va acollir l'escola i el santuari fins que un edifici de pedra més gran el va substituir.
Durant la dècada de 1940, Friendswood era predominantment una comunitat quàquer petita i remota amb menys de 500 ciutadans. L'economia depenia en gran manera del cultiu i la conservació de figueres. Després de 1950, es va convertir en una comunitat suburbana de dormitoris. Quan els habitants de Houston van descobrir els paisatges idíl·lics les terres de conreu es van convertir en parcel·les per a habitatges unifamiliars. La comunitat es va convertir en ciutat quan es va incorporar el 1960.

## Poblacions més properes
El següent diagrama mostra les poblacions més properes.